# Degeto Film
Die ARD Degeto Film GmbH (kurz Degeto, auch ARD Degeto; Kunstwort aus Deutsche Gesellschaft für Ton und Bild) ist die gemeinsame Filmproduktions- und -einkaufsorganisation der ARD. Sie hat ihren Sitz in Frankfurt am Main auf einem Nebengelände des Hessischen Rundfunks (HR) und beschäftigt 89 Mitarbeiter, Stand 2019. Ihre Gesellschafter sind die Landesrundfunkanstalten der ARD bzw. deren Werbetöchter.
Aufsichtsratsvorsitzender ist seit September 2022 Florian Hager als Nachfolger von Patricia Schlesinger.

## Aufgaben in der ARD
Die ARD Degeto erwirbt fiktionale Programme für das ARD-Gemeinschaftsprogramm Das Erste, die Dritten Programme der Landesrundfunkanstalten (BR, HR, MDR, NDR, Radio Bremen, RBB, SR, SWR, WDR), 3sat, Arte sowie für One und die weiteren ARD-Spartenkanäle. Die Programmbeschaffung erfolgt durch Auftrags- und Koproduktionen sowie Lizenzkäufe von Spiel- bzw. Fernsehfilmen und Serien in redaktioneller Verantwortung. Daneben leistet die Degeto vertragstechnische und administrative Dienstleistungen für ARD-Gemeinschaftsproduktionen und -Anstaltsbeschaffungen. Ihr obliegt auch die Verwaltung der Programmbestände und deren Bereitstellung für die ARD. 2021 lieferte die ARD Degeto an die Programme 733.774 Sendeminuten für 10.453 Sendetermine.

## Geschichte
Das Unternehmen wurde 1928 als Deutsche Gesellschaft für Ton und Film e. V. gegründet und produzierte und vertrieb in den 1930er und 1940er Jahren Propagandafilme für die Reichsregierung Hitlers. Es firmierte seit 1937 als Degeto–Kulturfilm G.m.b.H., ab 1942 als Degeto Film GmbH. Nach der Reaktivierung 1952 durch das Land Nordrhein-Westfalen und den Hessischen Rundfunk war das Unternehmen ab 1954 zunächst im Besitz der Werbung im Rundfunk GmbH, einem Tochterunternehmen des hr, und wurde 1959 von den ARD-Anstalten gemeinschaftlich übernommen.
Die Degeto erwirbt für ihre Gesellschafter Lizenzen an Fernsehsendungen aller Art, insbesondere Spielfilmen und Serien. Dazu werden auch Sendungen kofinanziert, Produktionsbeteiligungen geleistet, Eigenproduktionen hergestellt und Synchronisationen ausländischer Produktionen in Auftrag gegeben. Hierfür steht der Degeto von ihren Gesellschaftern ein jährliches Budget von zurzeit (Stand 2017) rund 400 Millionen Euro zur Verfügung.
Die Degeto war Vertragspartner und Auftraggeber für die Produktion der Sendungen Harald Schmidt ab 2004 im Ersten und Gottschalk Live im Jahr 2012.
Seit Mai 2021 leitet Thomas Schreiber als Geschäftsführer die Degeto Film GmbH. Frühere Geschäftsführer waren Christine Strobl (Juli 2012 bis April 2021), Gerhard Schneider (April 2016 bis März 2019), Bettina Reitz (Mai 2011 bis Mai 2012), Hans-Wolfgang Jurgan (Juli 2001 bis November 2011), Jörn Klamroth (Mai 2002 bis März 2011), Klaus Lackschéwitz (Juli 1994 bis Dezember 1999), Peter T. Heimes (Juli 1988 bis September 1994) und Hans-Joachim Wack (1954 bis Dezember 1988).
Der Jahresüberschuss des Unternehmens in den zurückliegenden Geschäftsjahren betrug in den Jahren
- 2011: 0 242.539 Euro Gewinn
- 2012: 0 765.506 Euro Verlust
- 2013: 1.249.074 Euro Gewinn
- 2014: 0 748.748 Euro Verlust
- 2015: 0 161.896 Euro Verlust
- 2016: 1.264.055 Euro Gewinn
- 2017: 0 200.587 Euro Gewinn
- 2018: 0 318.161 Euro Gewinn
- 2019: 0 323.533 Euro Gewinn
- 2020: 0 400.505 Euro Gewinn

## Kritik
In der Medienkritik wurde gelegentlich auch von einer Degetoisierung oder Degetosierung gesprochen. So beklagte 2006 der Bundesverband Regie (BVR) eine „Degetoisierung“ der Fernsehkultur beim Intendanten des MDR. Eigentlich sei die Degeto für den Einkauf von Filmlizenzen verantwortlich, wandte sich aber seit etwa dem Jahre 2000 zunehmend der Fernsehproduktion zu. Nach Ansicht des BVR sei „die allgemeine inhaltliche und ästhetische Verflachung des Programms mit den Interessen der Degeto verbunden, die mittelbar ein Interesse an einer allgemeinen Trivialisierung [hat] und [der] damit verbunden Depolitisierung des Programms zuarbeitet.“ Der Fernsehkritiker Torsten Körner sagte etwa anlässlich der Verleihung des Bert-Donnepp-Preis 2009: „Statt Menschen sehen wir viel zu oft brave Landschaften, pilcherisierte Täler und degetosierte Wälder“.
Die FAZ nannte 2005 Degeto auch als „heimliche Supermacht des Kitschfilms“, die aufgrund des Quotendrucks durch die privaten Sender entstand. So ließ der ARD-Fernsehfilmkoordinator Jürgen Kellermeier „ein Manifest erarbeiten, das von den Programmdirektoren der anderen Anstalten im Jahr 2000 abgenickt wurde“. Eine Filmproduktion solle demnach „attraktiv, unterhaltsam und/oder interessant/relevant (möglichst generationenübergreifend)“ sein. Für Titel galt die Vorgabe „einladend, anziehend, mit attraktivem und interessantem Assoziationsfeld“. Wichtig seien „Emotionalität“ und eine Erzählweise, die „unkompliziert, einfach, klar, auf keinen Fall verwirrend“ sein dürfe. Außerdem seien „Hauptdarsteller mit möglichst hohem Bekanntheitsgrad“ einzusetzen, die sich in einem „attraktiven, zumindest interessanten, nicht abstoßenden Milieu“ zu bewegen haben. Als Negativbeispiel wird in der Kritik häufig die Serie Das Traumhotel (2004–2014) herangezogen.
Die Degeto kooperiert in jüngerer Zeit mit dem österreichischen Sender ServusTV, etwa bei den Serienproduktionen Das Netz und Die Augenzeugen.

## Produktionen mit Degeto-Beteiligung (Auswahl)
| Titel                                           | Jahr            |
| ----------------------------------------------- | --------------- |
| 14 Tage lebenslänglich                          | 1997            |
| Agathe kann’s nicht lassen                      | 2005–2007       |
| Alles Verbrecher – Eiskalte Liebe               | 2014            |
| Alles was recht ist                             | 2008            |
| Aufbruch ins Ungewisse                          | 2017            |
| Babylon Berlin                                  | 2017            |
| Berlin 36                                       | 2009            |
| Berlin, Berlin                                  | 2002            |
| Bis nichts mehr bleibt                          | 2010            |
| Die Bräuteschule 1958                           | 2007            |
| Der Buchspazierer                               | 2024            |
| Buddenbrooks                                    | 2008            |
| Cloud Atlas                                     | 2012            |
| Dämmerung über Burma                            | 2015            |
| Das Ende ist mein Anfang                        | 2010            |
| Das Haus der Lerchen                            | 2007            |
| Das Traumhotel                                  | 2003–2014       |
| Das Verschwinden                                | 2017            |
| Der Baader Meinhof Komplex                      | 2008            |
| Der Besuch der alten Dame                       | 2008            |
| Der fast perfekte Mann                          | 2013            |
| Der Medicus                                     | 2013            |
| Der Tote aus Nordermoor                         | 2006            |
| Der Untergang                                   | 2004            |
| Der Wunschbaum                                  | 2004            |
| Deutschland privat – Im Land der bunten Träume  | 2007            |
| Die Alpenklinik                                 | 2005–2010       |
| Die Bartholomäusnacht                           | 1994            |
| Die Flucht                                      | 2007            |
| Die göttliche Sophie                            | 2009            |
| Die Inselärztin                                 | 2018–2020       |
| Die kommenden Tage                              | 2010            |
| Die Landärztin                                  | 2005–2013       |
| Die Päpstin                                     | 2009            |
| Die Sache mit der Wahrheit                      | 2014            |
| Donna Leon                                      | 2000–2019       |
| Familie Sonnenfeld                              | 2005–2009       |
| Gier                                            | 2010            |
| Haltet die Welt an                              | 2010            |
| Heimat 3 – Chronik einer Zeitenwende            | 2004            |
| Henri 4                                         | 2010            |
| Ich trag dich bis ans Ende der Welt             | 2010            |
| Im Angesicht des Verbrechens                    | 2010            |
| In aller Freundschaft                           | 1998            |
| Klimt                                           | 2006            |
| Klinik unter Palmen                             | 1996–2003       |
| Kommissar LaBréa                                | 2009–2010       |
| Käpt’n Blaubär – Der Film                       | 1999            |
| Land and Freedom                                | 1995            |
| Liebe am Fjord – Das Meer der Frauen            | 2011            |
| Louis van Beethoven                             | 2020            |
| Manderlay                                       | 2005            |
| Mankells Wallander                              | 2005–2013       |
| Mein Sohn Helen                                 | 2015            |
| Mein Weg zu Dir                                 | 2003            |
| Mord in bester Gesellschaft                     | 2007–2013       |
| Mord mit Aussicht                               | 2007–2014       |
| Mr. Nobody                                      | 2009            |
| Pfarrer Braun                                   | 2003–2013       |
| Pik & Amadeus – Freunde wider Willen            | 2006            |
| Plötzlich Opa                                   | 2006            |
| Polizeiruf 110                                  | (einige Folgen) |
| Praxis mit Meerblick                            | 2017–2020       |
| Rumpelstilzchen                                 | 2009            |
| Russisch Roulette                               | 2012            |
| Schicksalstage in Bangkok                       | 2009            |
| Schiller                                        | 2005            |
| So ein Schlamassel                              | 2009            |
| Tatort                                          | (einige Folgen) |
| Terror – Ihr Urteil                             | 2016            |
| Tschick                                         | 2016            |
| Unter weißen Segeln                             | 2004–2005       |
| Vision – Aus dem Leben der Hildegard von Bingen | 2009            |
| Von ganzem Herzen                               | 2009            |
| Wer zu lieben wagt                              | 2010            |
| Wüstenblume                                     | 2009            |